# Медицинская процедура
Медицинская процедура — порядок действий, направленных на достижение результата в плане оказания помощи людям, имеющим проблемы со здоровьем.
Медицинская процедура с целью определения, измерения или диагностики состояния пациента называется диагностический тест. Другие общие виды процедур — это терапевтические  (например, заживление или обработка раны, лечение или восстановление функции или структуры) и большая группа хирургических процедур.

## Определение
- "Деятельность, направленная на или выполненная над отдельным человеком с целью укрепления здоровья, лечения болезни или травмы, или постановки диагноза."[1]
- "Проведение диагностики, лечения или операции."[2]
- "Последовательность шагов, посредством которых достигается желаемый результат."[3]
- "Последовательность шагов, которым необходимо следовать по некоторому установленному порядку действий."[4]

## Список медицинских процедур

### Пропедевтические
- Аускультация
- Медицинский осмотр[англ.]
- Пальпация
- Перкуссия (медицина)
- Измерение температуры

### Диагностические
- Кардиологический стресс-тест[англ.]
- Электрокардиография
- Электроэнцефалография
- Электрокортикография
- Электромиография
- Электронейронография[англ.]
- Электронистагмография[англ.]
- Электроокулография[англ.]
- Электроретинография
- Эндолюминальнальный мониторинг с помощью капсул[англ.]
- Эндоскопия
  - Колоноскопия
  - Кольпоскопия
  - Цистоскопия
  - Гастроскопия
  - Лапароскопия
  - Ларингоскопия
  - Офтальмоскопия
  - Отоскопия
  - Ректороманоскопия
- Эзофагоманометрия
- Вызванный потенциал
- Магнитоэнцефалография
- Медицинская визуализация
  - Ангиография
    - Аортография[англ.]
    - Церебральная артериография[англ.]
    - Коронарография
    - Лимфоангиография[англ.]
    - Легочная ангиография[англ.]
    - Вентрикулография[англ.]

  - Флюорография органов грудной клетки
  - Компьютерная томография
  - Эхокардиография
  - Электроимпедансная томография[англ.]
  - Рентгеноскопия
  - Магнитно-резонансная томография
    - Diffuse optical imaging[англ.]
    - Diffusion-weighted imaging[англ.]
    - Диффузионная тензорная визуализация
    - Функциональная магнитно-резонансная томография

  - Позитронно-эмиссионная томография
  - Рентгенография
  - Сцинтиграфия
  - ОФЭКТ
  - Ультразвуковое исследование
    - Gynecologic ultrasonography[англ.]
    - Obstetric ultrasonography[англ.]
    - Contrast-enhanced ultrasound[англ.]
    - Intravascular ultrasound[англ.]

  - Термография
  - Virtual colonoscopy[англ.]
- Нейровизуализация
- Постурография[англ.]

### Терапевтические
См. также: Терапия (лечение)
- Прекордиальный удар[англ.]
- Продувание ушей баллоном Политцера[англ.]
- Гемодиализ
- Гемофильтрация[англ.]
- Плазмаферез
- Аферез
- Экстракорпоральная мембранная оксигенация
- Cancer immunotherapy[англ.]
- Противораковая вакцина
- Конизация шейки матки[англ.]
- Химиотерапия
- Цитолюминисцентная терапия[англ.]
- Потенцированная инсулиновая терапия[англ.]
- Химиотерапия малыми дозами[англ.]
- Терапия моноклональными антителами[англ.]
- Фотодинамическая терапия
- Радиотерапия
- Таргетная терапия[англ.]
- Интубация трахеи
- Unsealed source radiotherapy[англ.]
- Virtual reality therapy[англ.]
- Физиотерапия
- Логопедия
- фототерапия
- Гидротерапия
- Термотерапия[англ.]
- Шоковая терапия
  - Инсулино-шоковая терапия
  - Электросудорожная терапия
  - Симптоматическое лечение[англ.]
- Fluid replacement therapy[англ.]
- Паллиативная помощь
- Гипербарическая оксигенация
- Оксигенотерапия
- Генотерапия
- Энзимозаменяющей терапии[англ.]
- Инфузионная терапия[англ.]
- Кинезиотерапия
- Фаговая терапия
- Респираторная терапия[англ.]
- терапия зрения[англ.]
- Электротерапия[англ.]
- Электромиостимулятор
- Лазерная терапия[англ.]
- Комбинированная терапия[англ.]
- Трудовая терапия[англ.]
- Иммунизация[англ.]
- Вакцинация
- Иммуносупрессия
- Психотерапия
- Фармакотерапия
- Акупунктура
- Антитоксин против змеиного яда[англ.]
- Магнитотерапия
- Краниосакральная терапия[англ.]
- Хелатная терапия[англ.]
- Гормональная терапия[англ.]
- Заместительная гормональная терапия
- Метадоновая заместительная терапия
- Клеточная терапия[англ.]
- Терапия стволовых клеток[англ.]
- Протонная терапия
- Интубация[англ.]
- Небулайзер
- Ингаляционная терапия[англ.]
- Ion therapy[англ.]
- Фторидная терапия[англ.]
- Cold compression therapy[англ.]
- Пет-терапия
- Negative Pressure Wound Therapy[англ.]
- Никотинзаместительная терапия
- Пероральная регидрационная терапия[англ.]

### Хирургические
См. также: Список хирургических процедур
- Стереотаксис
- Радиохирургия
- Эндоскопическая хирургия
- Литотомия[англ.]
- Image-guided surgery[англ.]
- омоложение лица[англ.]
- Neovaginoplasty[англ.]
- Вагинопластика
- Абляция
- Ампутация
- Сердечно-лёгочная реанимация
- Криохирургия
- Общая хирургия[англ.]
- Хирургия кисти[англ.]
- Ламинэктомия[англ.]
- Гемиламинэктомия[англ.]
- Лапароскопия[англ.]
- Литотриптор[англ.]
- Лоботомия[англ.]
- Knee cartilage replacement therapy[англ.]
- Ксенотрансплантация

### Другие
- Инвазивная радиология[англ.]
- Скрининг